# Rudolf Degkwitz (senior)
Rudolf Degkwitz (* 19. Januar 1889 in Ronneburg; † 21. Mai 1973 in Emmendingen) war ein deutscher Ordinarius für Kinderheilkunde. Er war einer der führenden und international anerkannten Kinder- und Tuberkuloseärzte mit besonderen Verdiensten im Bereich der Immunologie, besonders der TBC-Forschung. 1944 wurde er wegen seiner Kritik am NS-Regime denunziert und vom Volksgerichtshof zu sieben Jahren Zuchthaus verurteilt. Nach dem Krieg setzte er sich für die Bestrafung und Suspendierung von Ärzten ein, die am Euthanasieprogramm beteiligt waren. Er blieb damit erfolglos, weshalb er 1948 in die USA auswanderte.

## Leben
Rudolf Degkwitz entstammte einer wohlhabenden konservativen Kaufmannsfamilie in Thüringen, besuchte das Gymnasium in Altenburg und bestand 1909 sein Abitur in Stralsund. Er studierte an der Universität Lausanne zwei Semester Naturwissenschaften. Anschließend absolvierte er ein Militärdienstjahr. Ab 1911 belegte er in München das Studienfach Medizin. Zu Beginn des Ersten Weltkrieges meldete sich Degkwitz als Freiwilliger, kam an der Westfront zum Einsatz und wurde in der Schlacht um Verdun schwer verwundet. Nach seiner Genesung setzte er sein Studium an der Universität München fort und schloss es 1916 mit dem medizinischen Staatsexamen ab. Er erhielt mehrere Kriegsauszeichnungen und wurde 1919 als Oberarzt der Reserve aus dem Heeresdienst entlassen.
Während der Novemberrevolution nahm er eine gegenrevolutionäre Haltung ein, verteilte in der Münchener Garnison Flugblätter und wurde vom Arbeiter- und Soldatenrat einige Tage in Haft genommen. 1919 schloss er sich dem Freikorps Oberland unter dem Hauptmann Josef Römer an und nahm an einem Einsatz zur Bekämpfung der Münchner Räterepublik teil.
Über Rudolf Heß kam er Anfang der 1920er Jahre in Kontakt mit der NSDAP, nahm an Diskussionsabenden in Münchener Bierstuben teil und lernte Adolf Hitler kennen. Degkwitz, seit 1923 Mitglied der NSDAP, beteiligte sich am 9. November 1923 am Marsch auf die Feldherrnhalle.
Mitte der 1920er Jahre kam es innerhalb des zum Bund Oberland umgewandelten Freikorps zum Umbruch, insbesondere Josef Römer stellte sich offen auf die Seite der Arbeiterbewegung und bekundete Sympathien für den Kommunismus. Nach einer Darstellung nahm Rudolf Degkwitz Abstand von seiner ursprünglichen Position, setzte sich für die Weimarer Republik und die Parlamentarische Demokratie ein und vertrat schließlich „einen konsequent liberalen Standpunkt“. Eine gegensätzliche Darstellung verweist auf die Anfang der 1930er Jahre erneuerten Kontakte zu Heß und Hitler sowie auf einen (erfolglosen) Antrag auf Wiederaufnahme in die NSDAP von 1933 und bescheinigt Degkwitz für diesen Zeitpunkt keine „demokratische Grundhaltung“; seine Kritik beruhe auf seiner „persönlichen Neigung, immerfort zu opponieren“.
Ab 1919 war Degkwitz an der Universitätsklinik München als Kinderarzt tätig. Einen Namen machte er sich insbesondere durch die Erfindung der passiven Masernschutzimpfung. Degkwitz wurde 1925 Professor der Kinderheilkunde an der Universität Greifswald, ab 1932 Ordinarius für Kinderheilkunde an der Universität Hamburg und Chefarzt der Kinderklinik im Universitätskrankenhaus Eppendorf.
1933 wurde er zum Mitglied der Leopoldina gewählt.

## Im Nationalsozialismus
Nach der Machtübernahme der Nationalsozialisten nahm Rudolf Degkwitz in seiner Vorlesung gegen das aggressive Auftreten des nationalsozialistischen Studentenführers Wolff Heinrichsdorff Stellung und wurde daraufhin im Mai 1933 für ein halbes Jahr vom Dienst suspendiert. Gleichwohl unterzeichnete er am 11. November 1933 das Bekenntnis der Professoren an den deutschen Universitäten und Hochschulen zu Adolf Hitler und bemühte sich, obwohl er zwischenzeitlich aus der NSDAP ausgeschieden war, 1933 und 1937 erfolglos um einen Wiedereintritt in die Partei. Dennoch wandte er sich weiterhin öffentlich gegen die politische Entwicklung, er bezeichnete den Reichstagsbrandprozess im Herbst 1933 als makabres Schauspiel und sprach sich gegen Denunziantentum, Führerkult und die Militarisierung des Alltags aus. Er kritisierte die Reglementierung der Wissenschaft und der Kultur und engagierte sich als Christ und Humanist gegen Antisemitismus und die Verfolgung der Juden, wandte sich gegen die im Kinderkrankenhaus Rothenburgsort praktizierte Kindereuthanasie und äußerte sich ab Kriegsbeginn offen gegen die sich „anbahnende europäische Katastrophe“. Er weigerte sich auch, sein kinderärztliches Kolleg wie vorgeschrieben mit dem „Deutschen Gruß“ zu eröffnen. Zugleich war er der Verfasser eines Beitrages über Vererbung und Disposition bei Infektionskrankheiten des von Just 1940 herausgegebenen Handbuches der Erbbiologie des Menschen. Ab 1940 gehörte Degkwitz dem Senat der Kolonialärztlichen Akademie der NSDAP an.
Er unterstützte die candidates of humanity, eine Gruppe junger Ärzte am UKE, die in Opposition zum NS-Regime standen und von denen ab Sommer 1943 im Zusammenhang mit der Verfolgung der Weißen Rose Hamburg etliche von der Gestapo inhaftiert wurden. Er intervenierte mit Protestschreiben gegen Vernehmungen und Verhaftungen.
Degkwitz engagierte sich gegen den intensiv an der Ermordung behinderter Menschen beteiligten Wilhelm Bayer, um dessen Einfluss an der Medizinischen Fakultät der Universität Hamburg zu beschränken. Doch wurde Degkwitz von seinem Kollegen, dem Dermatologen Paul Mulzer, nach regimekritischen Äußerungen angezeigt.
Am 22. September 1943 wurde er verhaftet, zunächst im Polizeigefängnis Fuhlsbüttel untergebracht und dann als Untersuchungshäftling in die Strafanstalt Berlin-Tegel verlegt. Am 21. und 24. Februar 1944 fand die Hauptverhandlung gegen ihn vor dem Volksgerichtshof in Berlin statt, er wurde wegen Wehrkraftzersetzung zu sieben Jahren Zuchthaus verurteilt. Roland Freisler, berüchtigter Präsident des Volksgerichtshofs, verurteilte Degkwitz ausdrücklich deshalb nicht zum Tode, „weil er durch seine Masernprophylaxe 40 000 deutschen Kindern das Leben gerettet hat.“ Zur Verbringung der Haftstrafe wurde er in das Zuchthaus Celle eingewiesen; bei der Räumung am 8. April 1945 konnte er fliehen und bis Kriegsende untertauchen.

## Nach dem Zweiten Weltkrieg
Im Juni 1945 wurde Rudolf Degkwitz von der englischen Militärregierung als Leiter der Hamburger Gesundheitsbehörde eingesetzt und nahm seine Arbeit als Chefarzt des Eppendorfer Kinderkrankenhauses wieder auf.
Er war außerdem Präsident des neugebildeten Zentralkomitees zur Bekämpfung der Tuberkulose in der britischen Zone.
Degkwitz sprach sich für eine rigorose Säuberung der Universität und des Hamburger Gesundheitswesens von (ehemaligen) Nationalsozialisten aus, konnte sich mit dieser Position aber nicht durchsetzen. Nach einem langen Aufenthalt in den USA, der von der Hochschulbehörde als Verletzung seiner dienstlichen Pflichten angesehen wurde, kam es zu heftigen Konflikten zwischen Degkwitz und dem Schulsenator Heinrich Landahl.
Daraufhin entschloss Degkwitz sich 1948 zur Übersiedlung in die USA, wo er für die Firma Merck, Sharp and Dohme tätig wurde. In einem Schreiben an den Hamburger Universitätssenat verwies er zur Begründung auf das Scheitern der Entnazifizierungspolitik:

„Fast vollständig sind die ehemaligen Nationalsozialisten, die Ideenträger und Verkünder des Hitlerschen Evangeliums der Gewalt mit der Entschuldigung an die Universitäten zurückgesandt worden, dass sie nur 'Mitläufer' gewesen wären. Die Aufgaben der Universität und die Verantwortung der akademischen Lehrer sind aber so gross, dass es auch für 'Mitläufer' keine Entschuldigung geben kann.“

Degkwitz kehrte erst Anfang 1973, kurz vor seinem Tod, in die Bundesrepublik zurück.
In Verbindung mit dem Fall des Leiters der Euthanasiezentrale Werner Heyde erstattete Degkwitz 1949 und 1960 Anzeige gegen den an der Kinder-„Euthanasie“ beteiligten Kinderarzt Werner Catel und andere ihm bekannte Ärzte. Beide Verfahren wurden jedoch eingestellt. 1949 führten die Richter in ihrer Ablehnung eines weiteren Gerichtsverfahrens aufgrund des mangelnden Schuldbewusstseins der Angeklagten aus, schon dem klassischen Altertum sei die Beseitigung lebensunwerten Lebens eine völlige Selbstverständlichkeit gewesen. „Man wird nicht behaupten, können, daß die Ethik Platos und Senecas, die u. a. diese Ansicht vertreten haben, sittlich tiefer steht als diejenige des Christentums.“ 1960 wurde das Verfahren erneut unter Hinweis auf die Entscheidung von 1949 abgelehnt.
Hendrik van den Bussche schildert den Kampf Degkwitz' gegen das Ärzte-Establishment: „Es gab eine kollektive Verdrängung, ein 40-jähriges Schweigen in Eppendorf.“ Erst in den 1980er Jahren habe mit der Initiative von Klaus von Dohnanyi eine Aufarbeitung der Vergangenheit eingesetzt. Degkwitz sei wegen seiner Forderung nach konsequenter Entnazifizierung in der Hamburger Ärzte- und Professorenschaft auf erbitterte Feindschaft gestoßen. „Bereits einige Monate nach Kriegsende stand er einer Mehrheitsfraktion von 'Entnazifizierten' gegenüber, die an seinen Vorstellungen vom 'neuen' Deutschland nur ein begrenztes Interesse hatten“ (…). „Auch seine Versuche, die Beteiligten an der 'Kindereuthanasie' vor den Richter zu bringen, scheiterten an der stillen Koalition von Justiz und Ärzteschaft.“

## Familie
Rudolf Degkwitz war verheiratet mit Eva, geb. Jacobs. Sie hatten drei Söhne und eine Tochter: den Psychiater Rudolf Degkwitz jun. (1920–1990), den Graphikdesigner, Karikaturisten und Dozenten für Illustration an die Bremer Hochschule für Künste Hermann Degkwitz (1921–2007), den Mediziner Richard Degkwitz (1922–1984) und die Biochemikerin Eva Degkwitz (1926–2012).

## Werke
- Rudolf Degkwitz: Das alte und das neue Deutschland, Claassen & Goverts, Hamburg 1946, DNB 450887340. (2. Auflage 1947)